# Nils Wallin (ingenjör)
 eller Nils Wallin (målare)
Nils August Wallin, född 7 januari 1869 i Uppsala, död 11 december 1950 i Engelbrekts församling i Stockholm, var en svensk elektroingenjör.

## Biografi
Wallin var son till trädgårdsdirektör Carl Johan Wallin och Erika Maria Petronella Callander. Wallin blev elev vid Kungliga Tekniska högskolan 1888 och avlade avgångsexamen 1891. Han var montageingenjör vid Elektriska AB i Stockholm och vid Asea i Västerås 1891–1893 och byggnadsingenjör vid AB de Lavals Ångturbins elektriska anläggningar 1893–1895. Efter studieresor i Tyskland, Schweiz, Frankrike, Italien och Norge 1895 var han ingenjör och senare byråchef hos Siemens & Halske i Berlin 1895–1901 och var grundare och medinnehavare av ingenjörsbyrån Edelmann & Wallin i Berlin 1901–1907. Han var verksam som uppfinnare och patentinnehavare 1908–1909, ingenjör vid Siemens-Schuckert-Werke i Berlin 1910–1912 och vid Elektriska AB Siemens-Schuckert i Stockholm från 1912.